# Jerusalem Baroque Orchestra
Das Jerusalem Baroque Orchestra ist ein israelisches Orchester für Alte Musik. Es wurde 1989 von David Shemer, seinem Dirigenten und Cembalisten, gegründet. Seit 2006 ist Andrew Parrott Ehrendirigent.

## Orchester
Das Jerusalem Baroque Orchestra verwendet zeitgenössische Instrumente. Es tritt vornehmlich in Israel auf, ist aber regelmäßig weltweit auf Festivals vertreten. In Israel veranstaltet das Orchester derzeit zwei Festivals selbst; das "Bach in Jerusalem Festival" und das "Vocal Fantasy Festival". Als Gäste sind bislang Künstler Joshua Rifkin, Roberto Gini, Peter Harvey, Kati Debretzeni, Walter Reiter, Lina Tur Bonet, Alfredo Bernadini, Enrico Onofri und Keren Motseri mit dem JBO aufgetreten.

## David Shemer
Der Gründer des Orchesters war Lehrer für Cembalo und Alte Musik in der Jerusalem Academy of Music and Dance. Er hat unter anderem die Goldberg-Variationen von J.S. Bach eingespielt.